# Poddoubí
Poddoubí je malá vesnice, část obce Vyskeř v okrese Semily. Nachází se asi 1,5 kilometru jihozápadně od Vyskeře, při potoce Žehrovka.
Poddoubí leží v katastrálním území Vyskeř o výměře 9,61 km².

## Historie
První písemná zmínka o vesnici pochází z roku 1543.